# Judo aux Jeux africains de 2019
Navigation
2015 2023
Les compétitions de judo des Jeux africains de 2019 se déroulent du 17 au 18 août 2019 au Palais des sports du Complexe sportif Prince Moulay Abdellah à Rabat, au Maroc. 

## Médaillés

### Hommes
| Épreuves | Or                        | Argent                         | Bronze                        |
| -------- | ------------------------- | ------------------------------ | ----------------------------- |
| -60 kg   | Issam Bassou (MAR)        | Fraj Dhouibi (TUN)             | Younes Saddiki (MAR)          |
| -60 kg   | Issam Bassou (MAR)        | Fraj Dhouibi (TUN)             | Salim Rebahi (ALG)            |
| -66 kg   | Wail Ezzine (ALG)         | Abderrahmane Boushita (MAR)    | Boubekeur Rebahi (ALG)        |
| -66 kg   | Wail Ezzine (ALG)         | Abderrahmane Boushita (MAR)    | Mohamed Abdelmawgoud (EGY)    |
| -73 kg   | Ali Abdelmouati (EGY)     | Ahmed El Meziati (MAR)         | Quifucussa Acacio (ANG)       |
| -73 kg   | Ali Abdelmouati (EGY)     | Ahmed El Meziati (MAR)         | Aden-Alexandre Houssein (DJI) |
| -81 kg   | Abdelrahman Mohamed (EGY) | Hamza Kabdani (MAR)            | Imad Eddine Cherouk (ALG)     |
| -81 kg   | Abdelrahman Mohamed (EGY) | Hamza Kabdani (MAR)            | Abdalla Osman (EGY)           |
| -90 kg   | Ali Hazem (EGY)           | Oussama Mohamed Snoussi (TUN)  | Dieudonné Dolassem (CMR)      |
| -90 kg   | Ali Hazem (EGY)           | Oussama Mohamed Snoussi (TUN)  | Rémi Feuillet (MRI)           |
| -100 kg  | Ramadan Darwish (EGY)     | Mohammed Lahboub (MAR)         | Luc Manongho (GAB)            |
| -100 kg  | Ramadan Darwish (EGY)     | Mohammed Lahboub (MAR)         | Prince Kosi Samuzu (COD)      |
| +100 kg  | Mbagnick Ndiaye (SEN)     | Mohamed Sofiane Belrekaa (ALG) | Faïcel Jaballah (TUN)         |
| +100 kg  | Mbagnick Ndiaye (SEN)     | Mohamed Sofiane Belrekaa (ALG) | Joseph Sébastien Perrin (MRI) |

### Femmes
| Épreuves | Or                        | Argent                                 | Bronze                        |
| -------- | ------------------------- | -------------------------------------- | ----------------------------- |
| -48 kg   | Chaimae Eddinari (MAR)    | Geronay Whitebooi (RSA)                | Hadjer Mecerem (ALG)          |
| -48 kg   | Chaimae Eddinari (MAR)    | Geronay Whitebooi (RSA)                | Aziza Chakir (MAR)            |
| -52 kg   | Faïza Aissahine (ALG)     | Soumiya Iraoui (MAR)                   | Meriem Moussa (ALG)           |
| -52 kg   | Faïza Aissahine (ALG)     | Soumiya Iraoui (MAR)                   | Lamia Eddinari (MAR)          |
| -57 kg   | Ghofran Khelifi (TUN)     | Yamina Halata (ALG)                    | Diassonema Mucungui (ANG)     |
| -57 kg   | Ghofran Khelifi (TUN)     | Yamina Halata (ALG)                    | Lamiaa Alzenan (EGY)          |
| -63 kg   | Hélène Wezeu Dombeu (CMR) | Amina Belkadi (ALG)                    | Sofia Belattar (MAR)          |
| -63 kg   | Hélène Wezeu Dombeu (CMR) | Amina Belkadi (ALG)                    | Meriem Bjaoui (TUN)           |
| -70 kg   | Karene Agono (GAB)        | Nihel Landolsi (TUN)                   | Ayuk Otay Arrey Sophina (CMR) |
| -70 kg   | Karene Agono (GAB)        | Nihel Landolsi (TUN)                   | Demos Memneloum (CHA)         |
| -78 kg   | Sarah Myriam Mazouz (GAB) | Unelle Snyman (RSA)                    | Sarra Mzougui (TUN)           |
| -78 kg   | Sarah Myriam Mazouz (GAB) | Unelle Snyman (RSA)                    | Kaouthar Ouallal (ALG)        |
| +78 kg   | Nihel Cheikhrouhou (TUN)  | Hortence Vanessa Mballa Atangana (CMR) | Monica Sagna (SEN)            |
| +78 kg   | Nihel Cheikhrouhou (TUN)  | Hortence Vanessa Mballa Atangana (CMR) | Kariman Shafik (EGY)          |

## Tableau des médailles
- Pays organisateur (Maroc)

| Rang               | Nation             | Or | Argent | Bronze | Total |
| ------------------ | ------------------ | -- | ------ | ------ | ----- |
| 1                  | Égypte             | 4  | 0      | 4      | 8     |
| 2                  | Maroc              | 2  | 5      | 4      | 11    |
| 3                  | Algérie            | 2  | 3      | 6      | 11    |
| 4                  | Tunisie            | 2  | 3      | 3      | 8     |
| 5                  | Gabon              | 2  | 0      | 1      | 3     |
| 6                  | Cameroun           | 1  | 1      | 2      | 4     |
| 7                  | Sénégal            | 1  | 0      | 1      | 2     |
| 8                  | Afrique du Sud     | 0  | 2      | 0      | 2     |
| 9                  | Angola             | 0  | 0      | 2      | 2     |
| 9                  | Maurice            | 0  | 0      | 2      | 2     |
| 11                 | R.D. Congo         | 0  | 0      | 1      | 1     |
| 11                 | Djibouti           | 0  | 0      | 1      | 1     |
| 11                 | Tchad              | 0  | 0      | 1      | 1     |
| Total (13 nations) | Total (13 nations) | 14 | 14     | 28     | 56    |